# Tredje anglo-afghanska kriget
Tredje anglo-afghanska kriget var en väpnad konflikt som utkämpades 6 maj-8 augusti 1919. Det slutade med en mindre taktisk seger för britterna. Durandlinjen bekräftades återigen som politisk gräns mellan Emiratet Afghanistan och Brittiska Indien, medan afghanerna lovade att inte orsaka mer oroligheter på brittiska territorier. Britternas beskydd över Afghanistan upphörde också, och Afghanistan blev oberoende.